# Данковиці (Вроцлавський повіт)
Данковиці (пол. Dankowice) — село в Польщі, у гміні Йорданув-Шльонський Вроцлавського повіту Нижньосілезького воєводства.
Населення — 244 особи (2011).
У 1975—1998 роках село належало до Вроцлавського воєводства.

## Демографія
Демографічна структура станом на 31 березня 2011 року:
|          | Загалом | Допрацездатний вік | Працездатний вік | Постпрацездатний вік |
| -------- | ------- | ------------------ | ---------------- | -------------------- |
| Чоловіки | 121     | 18                 | 93               | 10                   |
| Жінки    | 123     | 21                 | 78               | 24                   |
| Разом    | 244     | 39                 | 171              | 34                   |